# André Carrillo
André Martín Carrillo Díaz (ur. 14 czerwca 1991 w Limie) – peruwiański piłkarz grający na pozycji ofensywnego pomocnika lub skrzydłowego. Zawodnik saudyjskiego klubu Al-Qadsiah, do którego trafił latem 2023 roku. W reprezentacji Peru zadebiutował w 2011 roku. Posiada również obywatelstwo portugalskie. Brązowy medalista Copa America w Argentynie 2011 i w Chile 2015. Dodatkowo także srebrny w roku 2019 rozgrywane w Brazylii. Uczestnik Mistrzostw świata 2018 ( strzelił bramkę w meczu z Australią wolejem). 